# كلية ماونت هوليوك
كلية ماونت هوليوك هي كلية خاصة بالفنون المتحررة للنساء في مدينة هادلي الجنوبية في ولاية ماساتشوستس. تأسست في عام 1837، وهي أقدم مؤسسة من بين مدارس الأخوات السبع Seven Sisters، وهو تحالف لكليات الفنون الحرة في الساحل الشرقي أُنشئ لتزويد النساء بتعليم مكافئ للتعليم المقدم في جامعات رابطة اللبلاب Ivy League التي كانت في ذلك الوقت للرجال فقط. تعد كلية ماونت هوليوك جزءًا من اتحاد الكليات الخمس في المنطقة، إلى جانب كلية أمهرست وكلية سميث وكلية هامبشاير وجامعة ماساتشوستس في أمهيرست.

## التاريخ
تأسست كلية ماونت هوليوك في عام 1837 من قبل ماري ليون كمعهد لتعليم اللاهوت للإناث. كان لليون دور كبير في مجال تعليم المرأة. كانت كلية ماونت هوليوك لتعليم اللاهوت للإناث إحدى مؤسسات التعليم العالي للشابات والتي تأسست في النصف الأول من القرن التاسع عشر. ونذكر من معاصري ليون: سارة بيرس (أكاديمية ليتشفيلد للإناث، 1792)؛ كاثارين بيتشر (مدرسة هارتفورد للإناث، 1823)؛ زيبلا ب. غرانت بانيستر (معهد إيبسويتش لتعليم اللاهوت للإناث، 1828)؛ وجورج واشنطن دوان (قاعة سانت ماري، 1837 تسمى الآن أكاديمية دوان). قبل تأسيس ماونت هوليوك، ساهمت ليون في تطوير كل من مدرسة هارتفورد للإناث ومدرسة إيبسويتش للإناث. شاركت أيضًا في إنشاء معهد ويتون لتعليم اللاهوت للإناث (تسمى الآن كلية ويتون) في عام 1834. اعتُبر معهد ماونت هوليوك لتعليم اللاهوت للإناث مدرسة تعليمية في عام 1836  وفتحت أبوابها للطلاب في 8 نوفمبر عام 1837. صُمّم كل من كلية فاسار وكلية ويلسلي لتحاكيان كلية ماونت هوليوك.
منذ تأسيسها، لم يكن لمدرسة ماونت هوليوك اتجاه ديني محدد. ومع ذلك، كان مطلوبًا من الطلاب تأدية خدمات الكنيسة وحضور الصلاة الجماعية ومجموعات دراسة الكتاب المقدس. قضى المدرسون والطلاب يوميًا وقتًا في الصلاة الخاصة. وكان في كل غرفة نوم غرفتان مضاءتان كبيرتان لتأمين خصوصية للزملاء في الغرفة أثناء صلاتهم». كانت مدرسة ماونت هوليوك للإناث شقيقة لمعهد أندوفر لتعليم اللاهوت. يتطلع بعض خريجي معهد أندوفر إلى الزواج من طالبات مدرسة ماونت هوليوك قبل أن يصبحن مبشرات لأن مجلس المفوضين الأمريكيين للبعثات الأجنبية (ABCFM) يفرض على المبشرات الزواج قبل بدء مهامهن. بحلول عام 1859، وُجدت أكثر من 60 خريجة تبشيرية. وبحلول عام 1887، شكلت خريجات المدرسة خُمس جميع المبشرات الأمريكيات في ABCFM؛ وبحلول نهاية القرن العشرين، بدأت 248 من الخريجات بالعمل على تحقيق مهامهنّ.

## التصنيف
صنفت شركة يو إس نيوز آند وورد ريبورت لعام 2019 ماونت هوليوك على أنها رقم 30 من بين أفضل كليات الفنون المتحررة في البلاد، وحصلت على المركز الثالث والثلاثين عن «أفضل تعليم للطلاب الجامعيين». في عام 2018، صنفت مجلة فوربس ماونت هوليوك في المرتبة 128 ضمن الترتيب العام لأفضل كليات أمريكا، والذي يضم 660 أكاديمية عسكرية وجامعات وطنية وكليات للفنون المتحررة. وضعت مجلة كيبلينر بيرسونال فاينانس الكلية في المرتبة 37 ضمن تصنيفها لأفضل كليات الفنون المتحررة في الولايات المتحدة لعام 2017. في عام 2019، نشرت محطة CNBC قائمة «أهم 20 كلية» تضمنت كلية ماونت هوليوك.

## الدراسة خارج البلاد
تتضمن كلية ماونت هوليوك برامج تبادل طلابي في الخارج للدراسة لمدة عام كامل أو لفصل دراسي واحد في فرنسا والسنغال وكوستاريكا وتشيلي وهونغ كونغ واليابان وكوريا وألمانيا وإسبانيا والمملكة المتحدة، بالإضافة إلى برنامج صيفي في الصين وبرنامج لشهر يناير في جمهورية جورجيا وجنوب أفريقيا. تنتسب الكلية أيضًا إلى أكثر من 150 برنامجًا للدراسة بالخارج في أكثر من 50 كلية، ويستطيع الطلاب الالتحاق بأي برنامج غير تابع للكلية. تشجع الكلية أيضًا التدريب الداخلي الدولي والبحث لفصل دراسي أو سنة أو فصل صيفي أو شهر يناير. كل عام، يدرس أكثر من 200 طالب في كلية ماونت هوليوك، وهم يمثلون حوالي 40% من طلاب السنة الثالثة لفصل دراسي أو سنة دراسية كاملة في جامعات وبرامج خارج البلاد.

## المكتبة
تضم مكتبة ماونت هوليوك أكثر من 740000 مجلد مطبوع و1600 دورية وأكثر من 140000 مصدر إلكتروني. ضمن اتحاد الجامعات الخمس، يمكن للطلاب الوصول إلى أكثر من 9 ملايين مجلد. إضافةً إلى توفر خدمات الحواسيب. تؤمن مساحات الأعمال الدراسية MEWS التعليم المشترك بالوسائط المتعددة مع غرف جماعية للمشاريع وشاشات بلازما مثبتة على الحائط ومركز رقمي ومنطقة مخصصة لأعضاء هيئة التدريس. في عام 2013، وُضع «كلير أند غولد تاور»، وهو منحوت زجاجي من تصميم ديل تشيهولي، في قاعة المكتبة.

## هيئة التدريس
يوجد عدد من أعضاء هيئة التدريس معترف بهم وطنيًا ودوليًا لإنجازاتهم في مجال البحوث والكتابة، يذكر منهم كريستوفر بينفي (عالم أدبي)، وجوزيف إليس (مؤرخ)، وسوزان باري (أخصائية في علم الأعصاب)، ومارك ماكمينامين (عالم جيولوجيا وعالم مستحاثات)، وبيكى واي-لينغ باكارد (طبيب نفسي)، وآن هافن مورغان (عالمة بيئة وحيوان). قدمت المشاريع البحثية التي نفذها الطلاب بالتعاون مع أعضاء هيئة التدريس مساهمات كبيرة في العلوم ومجالات الدراسة الأخرى.

## المهاجع
تحتوي الكلية على 21 سكنًا للإقامة بالإضافة إلى شقق وأبنية ملحقة لإيواء الطلاب، إذ يعيش أغلبية ساحقة من الطلاب في الحرم الجامعي (98٪). يخصص كل سكن ربع الغرف لإيواء طلاب السنة الأولى  باستثناء ملحق بيرسونز Pearsons Annex المخصص لمنظمة تعلم أساليب الحياة (living learning communities)، وديكينسون هاوس Dickinson House المخصص لطلاب فرانسيس بيركنز. تستضيف معظم وحدات السكن الطلاب من ضمن جميع الصفوف الأربعة في أي وقت. تشمل ست من وحدات الإقامة غرفًا كاملة مخصصة للطعام، رغم أنها توقفت عن العمل، وتوجد خطط جديدة لتطويعها لأغراض أخرى. بُنيت وحدات الإقامة بمجموعة متنوعة من الأساليب المعمارية المميزة.

## الوحدة 1837
بُنيت الوحدة 1837 في عام 1962، وسمّيت نسبةً للعام الذي تأسست فيه كلية ماونت هوليوك. تضم الوحدة 1837 نحو 157 طالبًا في غرف فردية ومزدوجة وثلاثية؛ وتحتوي على مطبخ كامل وصالة للطلاب.

## وحدة روكفيلر
بُنيت وحدة روكفيلر في عام 1924، وتنقسم إلى: روكفيلر الشمالية وروكفيلر الجنوبية، على الرغم من أن كلاهما يشكلان مبنى واحداً ويحويان قاعة لتناول الطعام. تضم روكفيلر الشمالية 93 طالباً، بينما تضم روكفيلر الجنوبية 89 طالبًا.  بقيت وحدة روكفيلر الأصلية -التي تبرع جون روكفيلر بمبلغ 200000 دولار لبنائها- لمدة 24 عامًا في نفس المكان، إلى أن تدمرت نتيجة حريق في 21 ديسمبر عام 1922. عندما عاد الطلاب إلى المدرسة في يناير عام 1923، كان سكان روكفيلر السابقون ينامون على أرضية صالة بلانشارد للرياضة ويأكلون في قاعة طعام مرتجلة أثناء فترة جمع التبرعات لاستبدالها. تبرع جون دي. روكفيلر جونيور بمبلغ 175000 دولار لاستبدال المبنى الذي موله والده. 